# Paciforchestia klawei
Paciforchestia klawei är en kräftdjursart som först beskrevs av Edward Lloyd Bousfield 1959.  Paciforchestia klawei ingår i släktet Paciforchestia och familjen tångloppor. Inga underarter finns listade i Catalogue of Life.